# 水洋站
水洋站是位于中华人民共和国山西省长治市黎城县西水洋村的一个铁路车站，建于1975年，有邯长铁路经过该站，现办理客货运业务，车站及其上下行区间均已电气化。车站距离邯郸站176公里，隶属中国铁路北京局集团邯郸车务段，是四等站。